# Кренидівська сільська рада
Крени́дівська сільська́ ра́да — колишній орган місцевого самоврядування в Середино-Будському районі Сумської області. Адміністративний центр — село Кренидівка.

## Загальні відомості
- Населення ради: 870 осіб (станом на 2001 рік)

## Населені пункти
Сільській раді були підпорядковані населені пункти:
- с. Кренидівка
- с. Василівське
- с. Мефедівка
- с. Українське
- с. Червоне
- с. Четвертакове

## Склад ради
Рада складалася з 14 депутатів та голови.
- Голова ради: Гончаров Петро Васильович

### Керівний склад попередніх скликань
| Прізвище, ім'я, по батькові  | Основні відомості                                                         | Дата обрання | Дата звільнення |
| ---------------------------- | ------------------------------------------------------------------------- | ------------ | --------------- |
| Компанієць Микола Васильович | Сільський голова, 1952 року народження, безпартійний                      | 26.03.2006   | 05.03.2010      |
| Гончаров Петро Васильович    | Сільський голова, 1962 року народження, освіта вища, член Партії регіонів | 31.10.2010   |                 |

Примітка: таблиця складена за даними сайту Верховної Ради України